# Wimbledon Championships 1898
Die 22. Auflage der Wimbledon Championships fand 1898 auf dem Gelände des All England Lawn Tennis and Croquet Club an der Worple Road statt. Das Teilnehmerfeld im All-Comers-Turnier umfasste bei den Herren 37, bei den Damen 16 Spieler.

## Herreneinzel
In der Challenge Round besiegte Reginald Doherty seinen Bruder Laurence in fünf Sätzen und gewann damit seinen zweiten Titel.

## Dameneinzel
In Abwesenheit der Vorjahressiegerin Blanche Bingley-Hillyard errang Charlotte Cooper durch einen Sieg im Finale des All-Comers-Wettbewerbs über Louisa Martin ihren dritten Titel.

## Herrendoppel
Die Brüder Reginald und Laurence Doherty konnten sich erneut in der Challenge Round durchsetzen. Sie gewannen gegen Harold Nisbet und Clarence Hobart mit 6:4, 6:4 und 6:2.